# Wladyslaw Jablonowski
Ladislas François Constantin Jablonowski, aussi écrit Wladyslaw Jablonowski ou Władysław Franciszek Jabłonowski, né le 25 octobre 1769 à Dantzig en Pologne et mort le 26 septembre 1802 à Jérémie, sur l'île de Saint-Domingue, est un général polonais de la Révolution française.

## Biographie

### Jeunesse
Wladyslaw Jablonowski naît le 25 octobre 1769 à Dantzig, en Pologne. Il est le fils illégitime de Maria Dealire, une aristocrate anglaise, et d'un Africain inconnu. Il est surnommé Murzynek («Le Maure», personne de couleur noire). Le mari de Maria Dealire, le noble polonais Konstanty Jablonowski, reconnaît Wladyslaw comme son fils.
Le 25 février 1783, il entre à l'École militaire de Paris en tant que cadet-gentilhomme, où il est le camarade de classe de Napoléon Bonaparte et de Louis Nicolas Davout. Du fait de sa couleur de peau, il est sujet aux brimades et aux railleries des autres élèves, y compris de la part de Napoléon. Diplômé de cet établissement le 20 février 1786, il est affecté au régiment de Royal-Allemand et y obtient le grade de lieutenant.

### Carrière militaire
En 1794, il combat aux côtés de Tadeusz Kościuszko lors du soulèvement polonais pour la liberté de la Pologne. Il participe à la bataille de Szczekociny puis à celles de Varsovie et de Praga. Il est nommé chef de brigade dans l’armée française le 4 janvier 1798, puis général de brigade provisoire le 20 mai 1800 à l’armée d’Italie par le général Masséna, mais sa nomination n'est pas approuvée.
Le 24 juillet 1801, il est de nouveau proposé au même grade dans les légions polonaises par le général Murat, nomination qui est confirmée le 21 décembre 1801 par le Premier consul. En 1802, il est envoyé à Saint-Domingue avec le reste de la légion polonaise pour écraser la Révolution haïtienne. Il y meurt de la fièvre jaune le 25 octobre 1802, à Jérémie.